# 中國有色礦業有限公司
中國有色礦業有限公司，簡稱中國有色礦業（英語：China Nonferrous Mining Corporation Limited，港交所：1258），是中國有色礦業集團旗下公司，主要在贊比亞開採銅礦。
2012年5月，中國有色礦業計劃在香港上市，集資18.27至24.36億元。中國有色礦業引入中國遠洋、中國鐵建及私募基金慧柏投資為基礎投資者。其後，因應市況不佳，中國有色礦業推遲上市。
2012年6月，中國有色礦業再啟動上市計劃，發售8.7億股新股，招股價介乎2.1至2.8港元。中國有色礦業再終把招股價訂在2.2元，在6月29日於香港交易所上市。

## 外部連結
- 中國有色礦業有限公司網站（页面存档备份，存于）
- 中國有色礦業招股章程（页面存档备份，存于）